# Bordure (route)

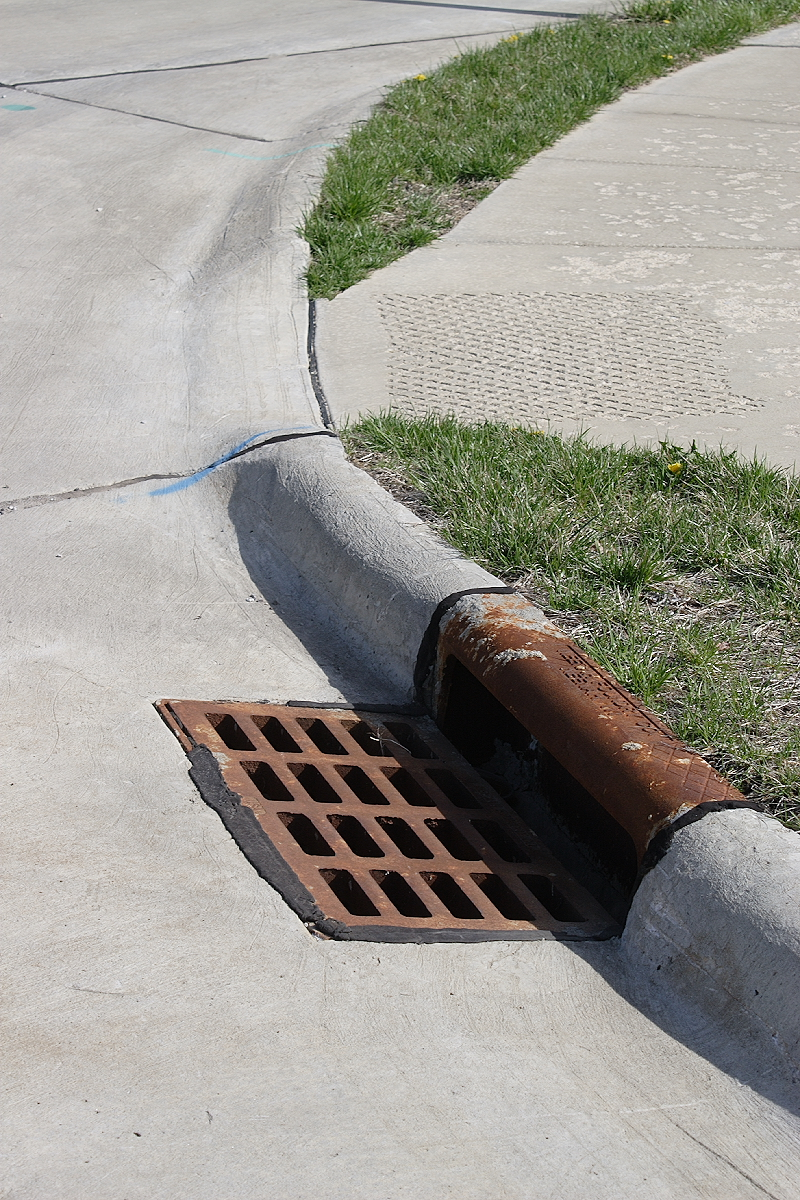
Bordure avec bouche-avaloir et caniveau-grille

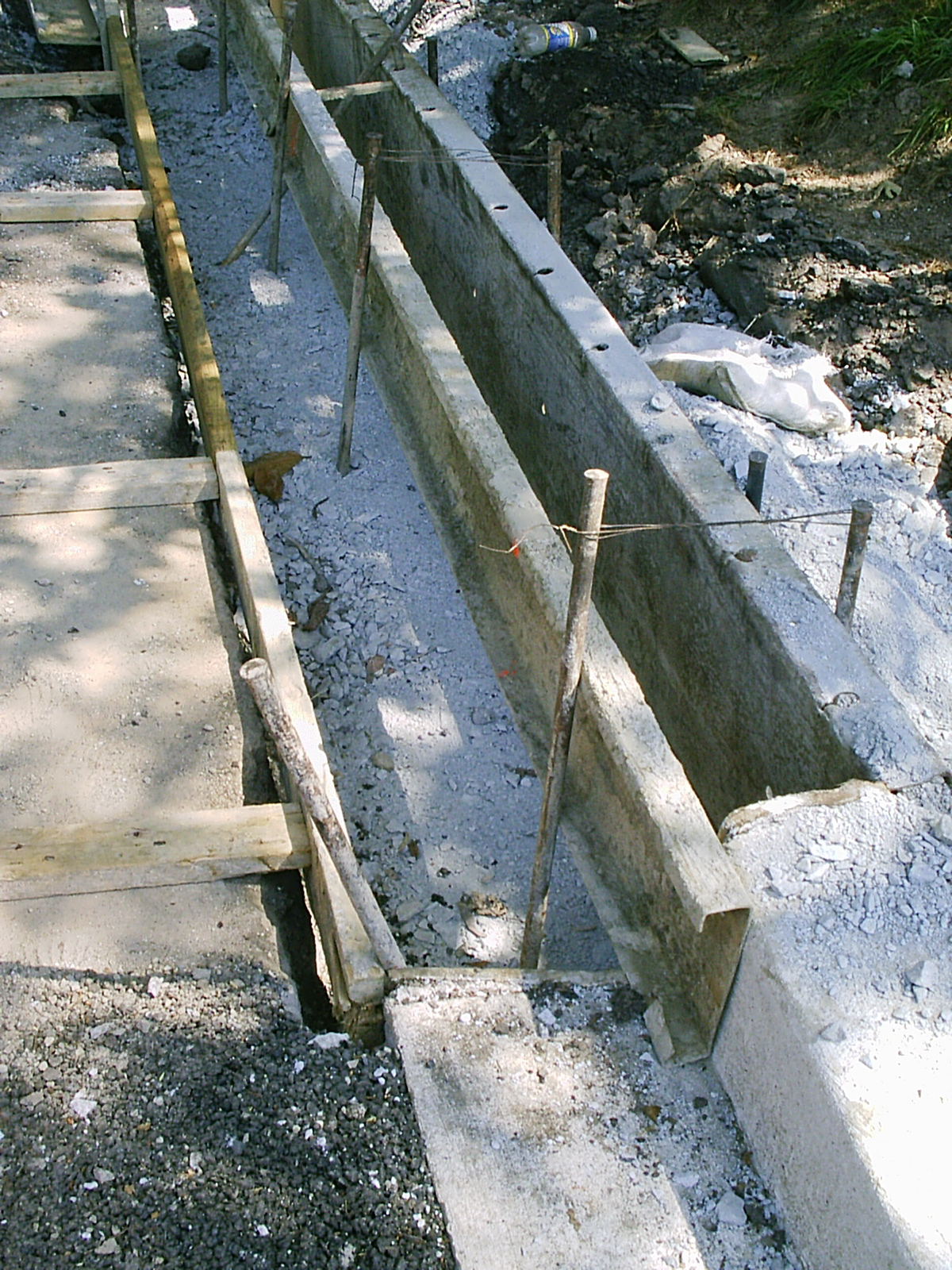
Pose d'une bordure coulée en place

En conception routière, une bordure est un élément vertical ou incliné bordant la chaussée ou l'accotement, pouvant constituer une partie du dispositif d'écoulement des eaux, renforçant ou protégeant le bord de la chaussée ou de la surface roulable et indiquant de façon précise aux conducteurs la limite de la zone accessible aux véhicules.
La surface de la bordure côté largeur roulable est en général appelée face.

## Fonctions
Comme une gouttière, elle guide l'eau de pluie et de la fonte des neiges dans des drains pluviaux, ce qui empêche l'eau de s'accumuler sur la chaussée. De grandes flaques peuvent être dangereuses et être la cause de l'aquaplanage induisant la perte de contrôle de l'automobile. De plus, les projections arrière d'eau et de boue peuvent réduire la visibilité des autres conducteurs.
En outre, elle segmente la voirie pour permettre une circulation séparée entre automobiliste et piéton. Mais puisque les bordures ajoutent un coût supplémentaire à la réalisation des routes, elles sont généralement limitées aux secteurs urbains et de banlieue et sont rarement trouvées dans des secteurs ruraux sauf là où certaines conditions de drainage (comme en montagne) les rendent nécessaires.

## Types de bordures
On distingue généralement trois types de bordures :
- bordures de trottoir
- bordures franchissables
- bordures inclinées ou arrondies pour stationnement, allées, terrains de sport ou dans certaines zones résidentielles de banlieue

Les bordures sont aussi généralement surélevées au niveau des arrêts de bus pour permettre l'accès aux personnes handicapées.

## Fabrication
Les bordures peuvent être préfabriquées ou coulées en place.

## Pose

### Bordure préfabriquée
Liste des types/modèles : 
- Type A - Modèles A1 - A2 : Bordures d'accotements de routes ou autoroutes, franchissables après réalisation complète de la voirie
- Type P - Modèles P1 - P2 - P4 : Bordures pour parcs de stationnement, allées, terrains de sport
- Type T - Modèles T1 - T2 - T3 - T4 : Bordures de trottoirs plus spécialement destinées aux voiries urbaines
- Type I - Modèles I1 - I2 - I3 - I4 : Bordures d'îlots directionnels qui peuvent être, soit simplement posées sur la chaussée (I1-I3), soit encastrées dans la chaussée (I2-I4)
- Type CS : Modèles CS1 - CS2 - CS3 - CS4 : Caniveaux simple pente destinés à être utilisés, soit avec des bordures de type A, soit avec des bordures de type T
- Type CC : Modèles CC1 - CC2 : Caniveaux double pente

## Coût

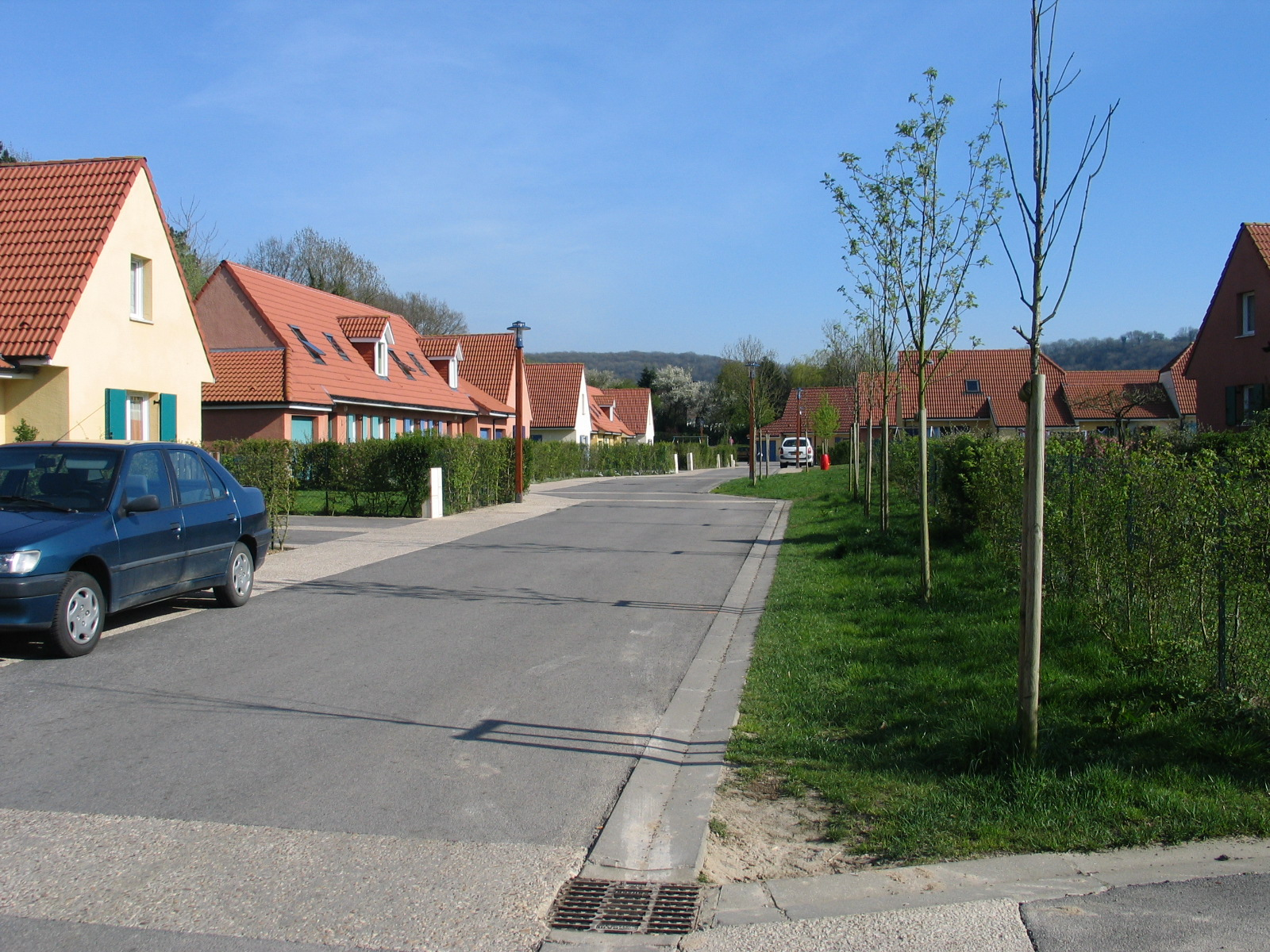
Exemple de voirie sans bordure, lotissement à Longfossé, Nord-Pas-de-Calais, France.

Les bordures présentent un certain coût (encore plus élevé dans le cas de bordure en granit), et donnent un aspect urbain à la rue. En milieu rural, on peut leur préférer une voirie partagée sans bordures, avec une seule pente, et un des bas-côté enherbé ou en noue.